# أليغو أكومي
أليغو أكومي هو ملاكم سوداني. تنافس في حدث وزن الذبابة الخفيف للرجال في دورة الألعاب الأولمبية الصيفية لعام 1984.

## روابط خارجية
- أليغو أكومي على موقع بوكس ريك (الإنجليزية) (registration required)
- أليغو أكومي على موقع أوليمبيديا (الإنجليزية)